# Mafrak (gouvernement)
Het district Mafrak (Arabisch: محافظة المفرق, Al Mafraq) is een van de twaalf gouvernementen waarin Jordanië is verdeeld. De hoofdstad is Mafrak. Het district heeft 240.515 inwoners.

## Nahias
Mafrak is verdeeld in vijf onderdistricten (Nahia):
1. Al-Mafraq
2. Ar-Ruwayshid
3. Bal'ama
4. Sabha
5. Sama as-Sarhan

Ajlun · Amman · Akaba · Balka · Irbid · Jerash · Kerak · Ma'an · Madaba · Mafrak · Tafilah · Zarka